# Bad Vilbel
Bad Vilbel település Németországban, Hessen tartományban. Lakosainak száma 36 021 fő (2023. december 31.). Bad Vilbel Frankfurt am Main, Karben és Niederdorfelden községekkel határos.

## Népesség
A település népességének változása:
| Lakosok száma | 32 584 | 33 745 | 33 990 | 33 990 | 34 905 | 35 758 | 36 021 |
|               | 2014   | 2017   | 2018   | 2019   | 2021   | 2022   | 2023   |